# Carbonil reduttasi (NADPH)
La carbonil reduttasi (NADPH) è un enzima appartenente alla classe delle ossidoreduttasi, che catalizza la seguente reazione:
R-CHOH-R′ + NADP+ ⇄ R-CO-R′ + NADPH + H+
L'enzima opera su un ampio raggio di composti carbonilici, tra cui chinoni, aldeidi aromatiche, chetoaldeidi, daunorubicina e prostaglandine E e F, riducendoli al corrispondente alcol.